# Чупилко, Михаил Куприянович
Михаил Куприянович Чупилко (15.08.1913 — 24.07.1944) — механик-водитель самоходной артиллерийской установки 713-го самоходного артиллерийского Уманского полка, старшина. Герой Советского Союза.

## Биография
Родился 15 августа 1913 года в селе Горобиевка Каневский уезд Киевской губернии Российской империи (ныне Каневского района Черкасской области). Украинец. Окончил 7 классов школы. В 1933 году вместе с родителями переехал в деревню Макарово Даниловского района Ярославской области. Был рабочим в совхозе «Горушка», продавцом в Данилово. Затем жил в Крыму, работал трактористом и комбайнёром в совхозе «Бий-Суковче» Джанкойского района.
В Красной Армии с 1941 года. На фронте в Великую Отечественную войну с января 1944 года. Сражался на 2-м Украинском и 1-м Белорусском фронтах.
Механик-водитель самоходной артиллерийской установки 713-го самоходного артиллерийского полка 29-го стрелкового корпуса 48-й армии 1-го Белорусского фронта старшина М. К. Чупилко отличился 24 июня 1944 года в боях за населённые пункты Колосы, Колотовка, Скачки и Поболово при ликвидации немецких войск в «Бобруйском котле». Умело маневрируя на поле боя, обеспечил экипажу возможность вести меткий огонь по огневым точкам противника и его живой силе. Во время боя за деревню Поболово экипаж САУ перебрался через реку Добосна и захватил переправу, обеспечив форсирование реки остальными подразделениями. В этих боях экипаж уничтожил 6 противотанковых орудий, 12 пулемётов, 3 миномётных батареи и до шестидесяти солдат и офицеров противника.
24 июля 1944 года в жестоком бою у деревни Кузава близ железнодорожной станции Черемха он сгорел вместе с самоходкой. Похоронен в городе Берёза Брестской области. По другим данным был похоронен в деревне Кузава, а после войны останки его и других погибших при освобождении села воинов перенесли на воинское кладбище деревни Милейчице, Семятыченского повята Подляского воеводства Польши. Имя Героя носят школы в деревне Макарово Даниловского района Ярославской области, в селе Горобиевка.
Указом Президиума Верховного Совета СССР от 23 августа 1944 года за мужество, отвагу и героизм, старшине Чупилко Михаилу Куприяновичу посмертно присвоено звание Героя Советского Союза.
Награждён орденом Ленина, медалью. Имя М. К. Чупилко высечено на памятном знаке героям-землякам в Каневе.